# 1113
| [ Edytuj tabelę ]          |                                                                                              |
| Książę Polski              | - 1102 Bolesław Krzywousty 1138                                                              |
| Król Angkoru               | - 1101 Nurpatindrawarman III 1113 - 1107 Dharanindrawarman I 1113 - 1113 Surjawarman II 1150 |
| Król Anglii                | - 1100 Henryk I 1135                                                                         |
| Król Aragonii i Nawarry    | - 1104 Alfons I Waleczny 1134                                                                |
| Hrabia Barcelony           | - 1082 Rajmund Berengar III Wielki 1131                                                      |
| Książę Bawarii             | - 1101 Welf II 1120                                                                          |
| Książę Burgundii           | - 1102 Hugo II 1143                                                                          |
| Cesarz Bizancjum           | - 1081 Aleksy I Komnen 1118                                                                  |
| Cesarz Chin                | - 1100 Song Huizong 1125                                                                     |
| Książę Czech               | - 1109 Władysław I 1117                                                                      |
| Król Danii                 | - 1104 Niels Stary 1134                                                                      |
| Władca Egiptu              | - 1101 Al-Amir 1130                                                                          |
| Król Francji               | - 1108 Ludwik VI Gruby 1137                                                                  |
| Król Gruzji                | - 1089 Dawid IV Budowniczy 1125                                                              |
| Hrabia Holandii            | - 1091 Floris II Gruby 1121                                                                  |
| Cesarz Japonii             | - 1107 Toba 1123                                                                             |
| Kalif                      | - 1094 Al-Mustazhir 1118                                                                     |
| Król Kastylii              | - 1109 Urraka Kastylijska 1126                                                               |
| Wielki książę Kijowa       | - 1093 Światopełk II Michał 1113 - 1113 Włodzimierz II Monomach 1125                         |
| Patriarcha Konstantynopola | - 1111 Jan IX Agapet 1134                                                                    |
| Władca Korei               | - 1105 Yejong 1122                                                                           |
| Państwo Almorawidów        | - 1106 Ali ibn Jusuf 1143                                                                    |
| Król Norwegii              | - 1103 Olaf Magnusson 1115 - 1103 Eystein I Magnusson 1123 - 1103 Sigurd I Krzyżowiec 1130   |
| Książę Obodrzyców          | - 1093 Henryk Gotszalkowic 1127                                                              |
| Hrabia Palatynatu          | - 1095 Zygfryd z Ballenstadt 1113 - 1113 Gotfryd z Kalw 1129                                 |
| Papież                     | - 1099 Paschalis II 1118                                                                     |
| Hrabia Portugalii          | - 1112 Alfons I Zdobywca 1139 - 1112 Teresa (regentka) 1128                                  |
| Sułtan Rumu                | - 1107 Malikszah 1116                                                                        |
| Książę Saksonii            | - 1106 Lotar III 1127                                                                        |
| Sułtan Wielkich Seldżuków  | - 1104 Mohammad Tapar 1118                                                                   |
| Król Szkocji               | - 1107 Aleksander I Szkocki 1124                                                             |
| Król Szwecji               | - 1110 Filip Hallstensson 1118                                                               |
| Doża Wenecji               | - 1102 Ordelafo Faliero 1117                                                                 |
| Król Węgier                | - 1095 Koloman Uczony 1116                                                                   |

Rok 1113 / MCXIII
stulecia: XI wiek ~
XII wiek ~
XIII wiek

lata: 1103 «
1108 «
1109 «
1110 «
1111 «
1112 «
1113
» 1114
» 1115
» 1116
» 1117
» 1118
» 1123

## Wydarzenia w Polsce
- Bolesław Krzywousty przywrócił zwierzchność Polski nad Pomorzem Gdańskim.
- Bolesław Krzywousty kazał oślepić Zbigniewa. Egzekucja została przeprowadzona tak okrutnie, że Zbigniew jej nie przeżył (według Pawła Jasienicy w Polsce Piastów).
- Gall Anonim stworzył pierwszą kronikę polską. Przedstawił dzieje od początku dynastii Piastów po czasy współczesne autorowi.

## Wydarzenia na świecie
- 15 lutego – papież Paschalis II zatwierdził regułę zakonu joannitów.

- Król Węgier Koloman sprowadził z wygnania swego brata Almosa i kazał wydrzeć mu oczy.
- Włodzimierz Monomach po zwycięstwie nad Połowcami zjednoczył państwo ruskie i zasiadł na tronie kijowskim.

## Urodzili się
- Ramon Berenguer IV, hrabia Barcelony i książę Aragonii (data sporna lub przybliżona) (zm. 1162)
- 24 sierpnia – Godfryd V Plantagenet, hrabia Maine i Andegawenii, książę Normandii (zm. 1151)

## Zmarli
- 13 kwietnia – Ida Lotaryńska, księżniczka lotaryńska, hrabina Boulogne (ur. 1040)
- 16 kwietnia – Światopełk II Michał, wielki książę kijowski (ur. 1050)